# Leptotarsus (Macromastix) variegatus
Leptotarsus (Macromastix) variegatus is een tweevleugelige uit de familie langpootmuggen (Tipulidae). De soort komt voor in het Australaziatisch gebied.